# Troglobacanius sbordonii
Troglobacanius sbordonii är en skalbaggsart som beskrevs av Vomero 1974. Troglobacanius sbordonii ingår i släktet Troglobacanius och familjen stumpbaggar. Inga underarter finns listade i Catalogue of Life.